# Greensleeves
A Greensleeves egy közismert angol dal, ami már a 16. század végén és a 17. század elején keletkezett forrásokban is előfordul. A cím jelentése „zöld ruhaujjak”, egy ilyen öltözéket viselő hölgyre utal.
A legenda szerint VIII. Henrik angol király írta a dalt leendő feleségének, Boleyn Annának, aki nem hagyta magát elcsábítani, amíg a király feleségül nem veszi. A dalban, úgy tűnik, erről a visszautasításról van szó. Valójában azonban Henrik nem lehetett a dal szerzője, mert olyan olasz kompozíciós stíluson alapul, ami csak Henrik halála után ért el az országba.
A dal témájáról készültek festmények, és William Shakespeare is említi az 1602 körül keletkezett Windsori víg nőkben, ami arra utal, a dal már ekkor közismert volt.
A dallam még a notáció használata előtt keletkezett, így biztosan nem pontos a mai változat.

## Szövege
Greensleeves

Probléma esetén lásd:Médiafájlok kezelése.
A szöveg egy lehetséges értelmezése, hogy a címszereplő nő könnyű erkölcsű, esetleg prostituált volt. Ebben az időben a zöld színnek szexuális célzata volt, főleg a „zöld ruha” kifejezésnek, ami arra utalt, hogy ha egy nő a fűben szeretkezett, meglátszottak a ruháján a fűfoltok. Egy másik lehetséges magyarázat, hogy a hölgyet ruhája miatt könnyű erkölcsűnek nézték, de valójában nem volt az, amit az is alátámaszt, hogy elutasítja a dal énekesének közeledését.
Nevill Coghill a Canterburyi mesék fordításában megjegyzi, hogy Chaucer korában a zöld annak a jele volt, hogy valaki könnyedén veszi a szerelmet.
A Greensleevest előszeretettel dolgozzák fel ír előadók, ugyanis Írországban él a szájhagyomány, miszerint a dal – de legalábbis a ma is ismert szövege – a tizenhatodik század második felében keletkezett Mayo megyében. (Az első versszak szinte szó szerinti fordítása egy gael balladának.) Ez a magyarázat jobban fedi a szöveg tartalmát, valamint megválaszolja a hárfa említését és a zöld szín kihangsúlyozását, hiszen az elnyomás alatt élő írek – főleg a főúri réteg – régóta használják a zöld ruházatot, mint a nemzeti identitás jelképét. Eszerint megeshet, hogy a hovatartozását jelzendő zöld ruhásnak nevezett hölgy egyszerűen csak hazaszeretetből mondott nemet az udvarlójának, aki elvitte magával a dalt – ami nem csak olasz stílusú kompozíció lehet, hanem közismert ír dallam torzítása is – az anyaországba.

## A zene feldolgozásai
A Greensleeves zenéjét több előadó is feldolgozta:
- John Coltrane: Africa/Brass (1961)
- Elvis Presley: Stay Away címmel a U.S. Male című kislemez B-oldalán (1968); a dal az énekes Stay Away Joe című filmjében is elhangzott
- Jeff Beck: Truth (1968)
- Leonard Cohen: New Skin for the Old Ceremony (1974)
- Olivia Newton-John: Come on Over című album (1976)
- Loreena McKennitt: The Visit (1991)
- Timo Tolkki: Classical Variations and Themes (1994)
- Blackmore’s Night: Shadow of the Moon (1997)
- Jethro Tull: The Jethro Tull Christmas Album (2003)
- King’s Singers: Simple Gifts (2008)
- Busoni Turandotjában a 2. felvonás 1. jelenete ezzel a dallammal kezdődik, mert Busoni úgy érezte, kínaiasan hangzik.
- Zeffirelli: Rómeó és Júlia (film, 1968) báli jelenetében az énekes ezt a dallamot énekli.
- Holst 1911-es Op. 28 No.2 F-dúr szvitjének negyedik -Fantasia on the Dargason (Dargason fantázia)- tételében a Dargason[6] témát a Greensleeves-zel kombinálja. Ez annyira tetszett neki, hogy az 1913-ban komponált Op. 29 No.2 Szent Pál Szvitnek is Finale: The Dargason a zárótétele. (Lásd a Holst honlapján[7] olvasható információt.)
- What Child Is This? szövegváltozatban hallható Olivia Newton-John ’Tis The Season  és The Christmas Collection című lemezén.
- Szöveg nélküli zenekari összekötőként felhangzik Olivia Newton-John Christmas Wish című karácsonyi lemezén.
- Ralph Vaughan Williams: Fantasia on Greensleeves (1934)
- Moya Brennan: An Irish Christmas album utolsó dala az amerikai kiadáson.

## Szövegváltozatok
- A What Child Is This? című karácsonyi dalt William Chatterton Dix erre a dallamra írta 1865-ben.
- Home In The Meadow címmel és új szöveggel énekli Debbie Reynolds a Vadnyugat diadala (How The West Was Won) című 1962-es western filmben.

## A dal magyar szövege
Ha súg, ha búg a kósza szél a szívek húrja mond mesét: 
Hogy élt egy délceg hős király, ki csókkal várta kedvesét.

Greensleeves, te árva nő, Greensleeves, te drágakő. 
Greensleeves, a váram szépe, zöld arany  éke Greensleeves.
A hárfahúron nóta kél, ott szárnyal édes hangodon, 
Ki hallja ébren álmot lát, és mért tűnődne rangodon? 

Greensleeves, te árva nő, Greensleeves, te drágakő. 
Greensleeves, a váram szépe, zöld arany éke Greensleeves.
De minden álom véget ér, és fáj a kínos ébredés. 
A várban vár a bús magány, s az édes óra szenvedés. 

Greensleeves, te árva nő, Greensleeves, te drágakő. 
Greensleeves, a váram szépe, zöld arany éke Greensleeves.